# Travian
I browserspillet Travian regerer man som høvding i starten en lille landsby i en verden med flere tusinde spillere. Spillet foregår i realtid.
Spillet går ud på at bygge landsbyer, danne alliancer og gå i krig. For at kunne bygge bygninger skal man bruge fire råstoffer: Tømmer, ler, jern og korn. Råstofferne udvindes fra marker og miner, der løbende kan opgraderes og dermed øge produktionen. Ligeledes kan der opføres mange forskellige bygninger, der hver især har deres specielle opgave. I nogle af bygningerne kan man træne krigere.
En overgang havde spillet over 5 mio. brugere. Det vandt Superbrowsergame Award i 2006.

## Folkeslag
Spillet har tre forskellige folkeslag, som spilleren kan vælge mellem. Hver stamme har sine specielle egenskaber:

### Romerne
De magtfulde romere betragtes som et godt folkeslag for spillets nybegyndere. Deres enheder er gode i forsvar, samt i angreb. De er også i besiddelse af de stærkeste angrebsenheder i spillet – særligt "Imperianer". Problemet er, at dette folkeslags enheder er omkostningsfulde. Desuden er det langtrukkent at uddanne og vedligeholde disse.
Romerne er også store byggere, og er samtidig det eneste folkeslag, der kan udvide deres ressourcer og bygge samtidig.

### Gallerne
Gallerne er det hurtigste af alle folkeslagene. De kan, som fødte ryttere, tilbagelægge enorme afstande meget hurtigt, og sende lynangreb mod deres modstandere. De er spillets bedste til at forsvare deres landsbyer, og deres "Gemmested" kan holde dobbelt så mange ressourcer som de andre folkeslags. Gallerne er dog ikke dårlige i angreb, og kan også udbygges i en offensiv retning. Desuden har folkeslaget også "fældebyggere", der giver adgang til at bygge fælder og fange angribende tropper.

### Germanerne
Germanerne er grufulde barbarer, som lever af at plyndre og hærge deres modstandere. De har de billigste, samt de hurtigst uddannede tropper, hvilket gør det nemt og hurtigt at træne en ustoppelig horde af krigere. Således er folkeslaget ideelt til at plyndre, og dele af modstandernes gemmesteder bliver derved opdaget af de germanske tropper.
Tropper er vilde, og til dels udisciplinerede, hvilket resulterer i en relativt lav forsvarsstyrke, samt langsommere tropper.

## Spillets formål
Man starter spillet som høvding, og råder over en meget lille by. Målet for spilleren er så at udvinde de omkringliggende ressourcer, og bygge din by større. Samtidig skal man passe på andre spilleres plyndrende horder, så militær er vigtigt. Senere hen kan man udvide sit område med flere byer, og får endnu flere ressourcer.
På et tidspunkt i spillet begynder man at spille sammen med andre spillere i en alliance og denne alliance spiller mod andre alliancer. Spillet ændrer sig således til at være et gruppespil, hvor angreb og forsvar foregår sammen med andre.
Selve spillet tager ca. et år.

## Målet
Det endelige mål med Travian er, at konstruere og opgradere et verdensvidunder (se slutspillet nedenfor) til niveau 100. Et verdensvidunder kræver ganske mange ressourcer, og tager en stor mængde tid at gennemføre. Når et verdensvidunder er opgraderet til niveau 100, er spillets slut, og vinderen og hans/hendes alliance er annonceret som vinder. En spiller har brug for en konstruktionsplan, for at være i stand til at opføre et verdensvidunder. Disse planer er indhentet fra Natarian landsbyer.
Et passende placeringssystem er blevet oprettet, der afgør spillernes rang fra et rangsystemet hvori angribe, forsvare og rangstigning er med. Spillere kan optjene medaljer til deres profilside.

### Slutspillet
Når et vist punkt er nået i spillet bliver det muligt at bygge Verdensvidunderet (worldwonder eller WW): en enorm bygning som koster utroligt meget at bygge. Hvis man får denne bygning færdiggjort (level 100) først, vinder man spillet.
Man kan godt bygge WW alene, men man har ingen chance for at vinde, hvis man ikke bygger med en veltrimmet og velledet alliance. For at gå i gang med at kunne bygge på sit WW skal man erobre en Byggeplan (BP) fra de natarian-byer, der bliver sat på spillepladen med dette formål. To uger senere kommer natarene reelt i spil med byer der placeres tilfældige steder på kortet, man skal så indtage en af disse byer, da det kun er her man kan bygge på sit WW, når du har gjort disse ting vil du være i stand til at bygge dit WW til level 50, for at kunne færdiggøre det, skal en anden person fra din alliance også erobre en byggeplan.
Man siger, at der skal ca. 1.500 byer til i en alliance at kunne supporte en ww-by. Så det er kun de største alliancer som går sammen i meta'er, som reelt kan deltage i dette slutspil med en rimelig mulighed for at vinde.

## Overtagelser af byer og grundlæggelse af nye byer
Når man på et tidpunkt har fået bygget en Residens eller et Palads kan du uddanne bosættere eller en Høvding/Stammefører/Senator alt afhængig af hvilken race man tilhører. De tre bosættere kan man sende ud for at grundlægge en helt ny by. Denne by starter med to indbyggere, og skal påbegyndes lige som den første man havde. Det er også muligt at overtage andre folks byer med en Høvding/Stammeføre/Senator. Hvis en af disse sendes ud sammen med krigere i et angreb vil han tale til byens folk, og langsomt overtale dem til at skifte til ens side. Bemærk dog at en hovedby ikke kan overtages, så en spiller kan aldrig være uden by.